# 磔刑 (ベルリン)
『磔刑』（たっけい、伊: Crocifissione、英: Crucifixion）は、1320年ごろに制作されたテンペラの板絵であり、ジョット・ディ・ボンドーネに帰属されている。作品はベルリン絵画館に収蔵されている。

## 歴史
ヴィルヘルム・フォン・ボーデによるベルリンの『磔刑』に関する最初の研究で、この作品はジョットに帰属された。1948年にロベルト・ロンギは、この帰属に疑義を呈した。そして、ウィリアム・スイーダ、ピエトロ・トエスカ、リチャード・オフナーのような他の批評家は、「ストラスブールの十字架の師匠」の存在を理論づけ、ベルリンの『磔刑』を他の同様の小さな形式の作品とともにこの画家に関連づけた。一方、ロベルト・サルヴィーニは、ジョットの追随者の作品であると考えた。いずれにしても、サンタ・クローチェ聖堂のバルディ礼拝堂とペルッツィ礼拝堂に見られるような、豊かな布地の表現にもとづき、本作はジョットの晩年の作品であると考えられている。

## 概要
スクロヴェーニ礼拝堂にあるジョットのフレスコ画、『磔刑』での実験的革新により、『磔刑』の場面は伝統的な図像における転換点となっている。キリストの十字架は、金地を背景とする絵画の中心から主の栄光を示して浮かび上がっている。悲嘆にくれた天使たちがキリストの姿を取り囲み、マグダラのマリア（赤いドレスを着た）が十字架の下の部分に抱きついている。
二つの人物の集団が絵画の両側に集まり、中央のキリストが孤立した状態になっている。左側では失神しそうな聖母マリアを女性たちが囲み、少女が心配そうに聖母を見ている。洗礼者聖ヨハネが右側に立っており、馬に乗った男性が腕を上げている。これは、イエスを神の子として認める人々によってなされる伝統的な仕草である。
イエスの身体は細く、ほとんど糸のようですらある。サンタ・マリア・ノヴェッラ聖堂の『磔刑』の重力の感覚からはほど遠い。絵画の側面の人物たちは断ち切られており、描かれているよりも多くの人が集まっているような印象を与える。

## ギャラリー

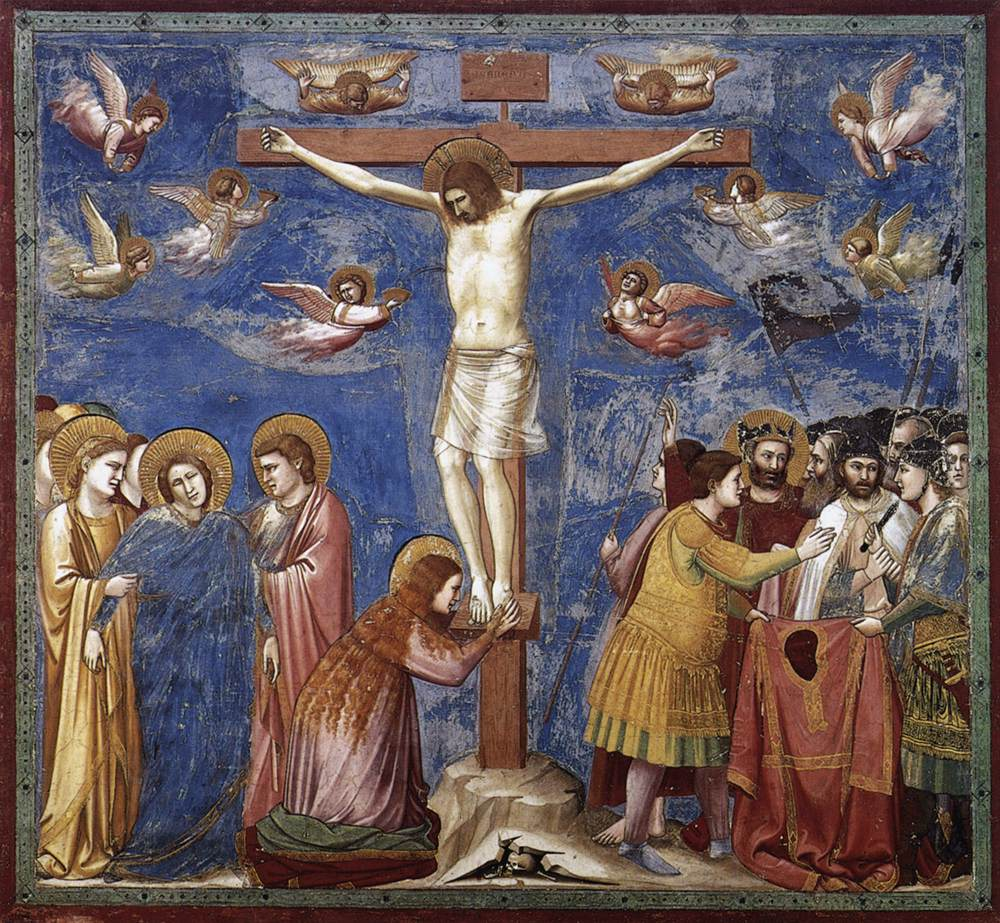
ジョット・ディ・ボンドーネ『磔刑』(1303-1305年)、スクロヴェーニ礼拝堂 (パドヴァ)
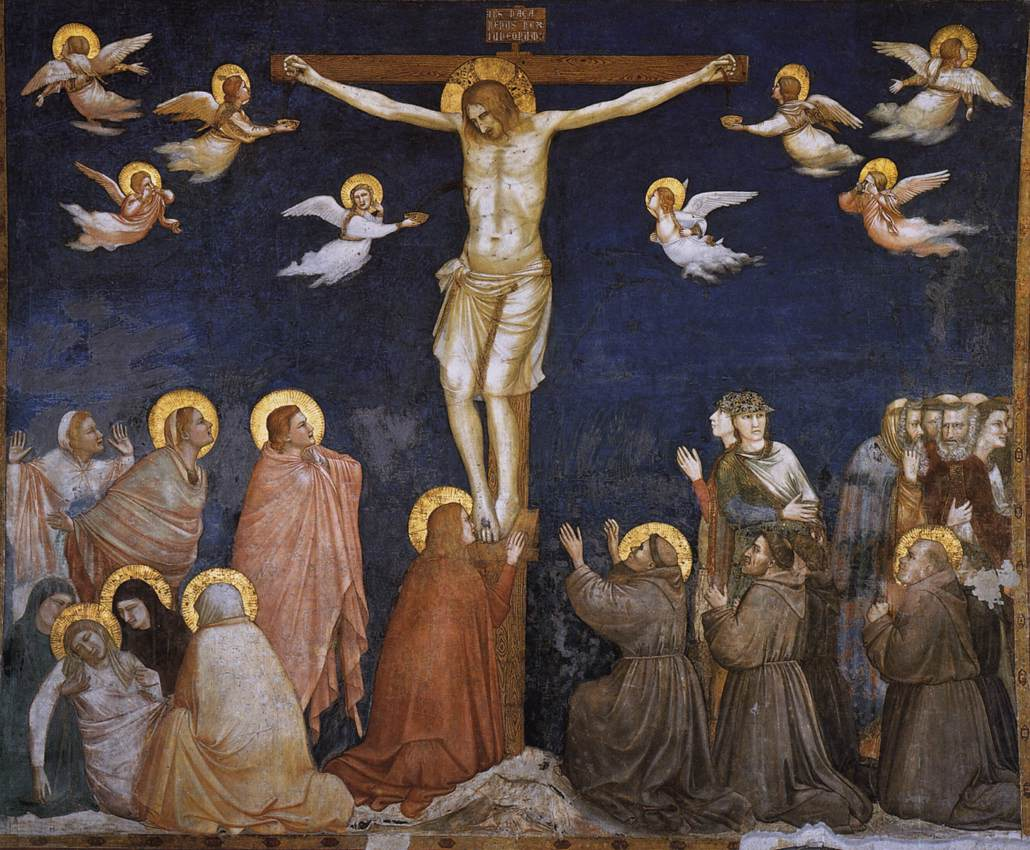
ジョット・ディ・ボンドーネ『5人のフランシスコ会修道士のいる磔刑』(1308-1310年頃)、サン・フランチェスコ聖堂 (アッシジ)
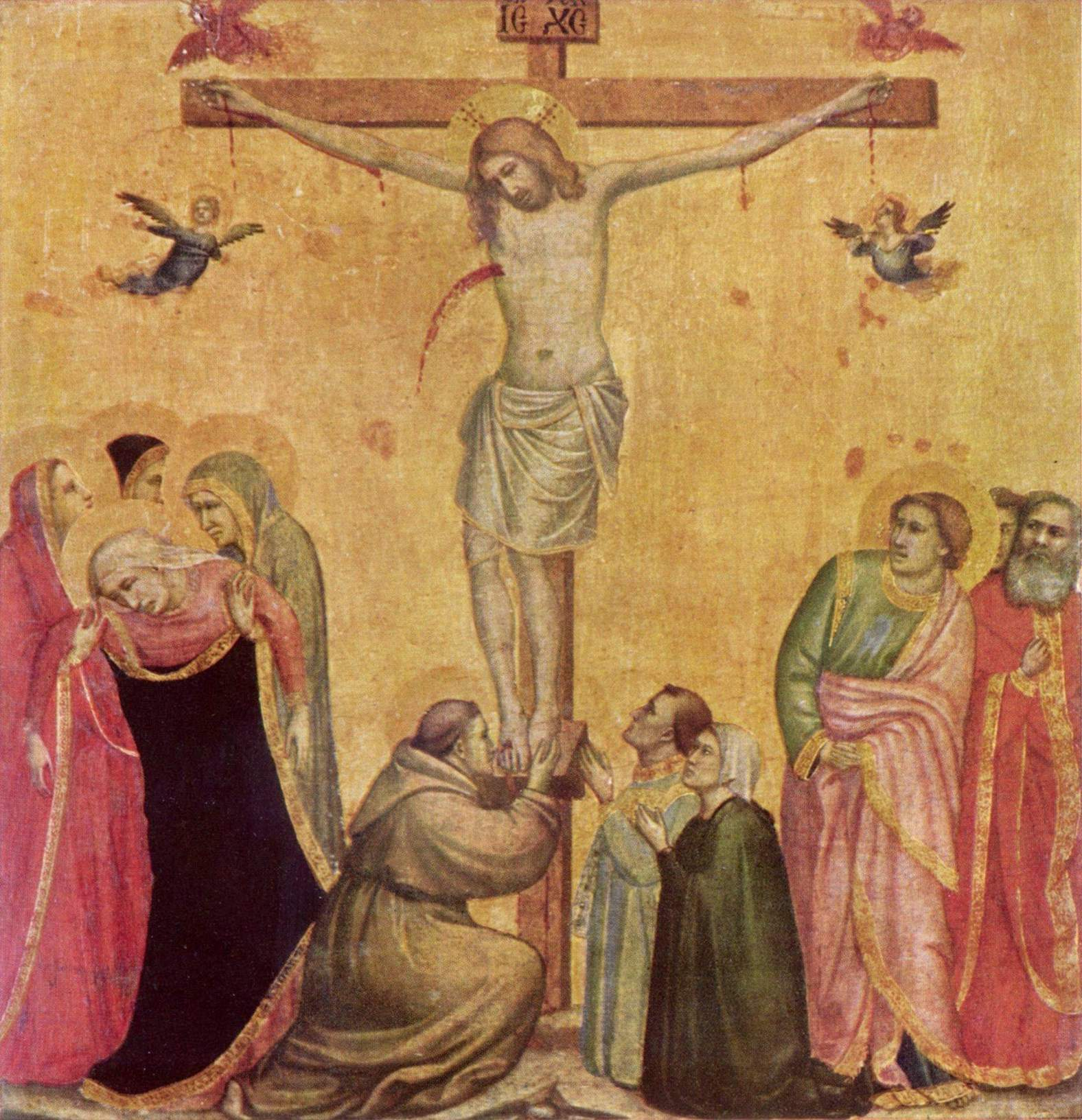
ジョット・ディ・ボンドーネ『磔刑』(1320-1325年)、アルテ・ピナコテーク (ミュンヘン)
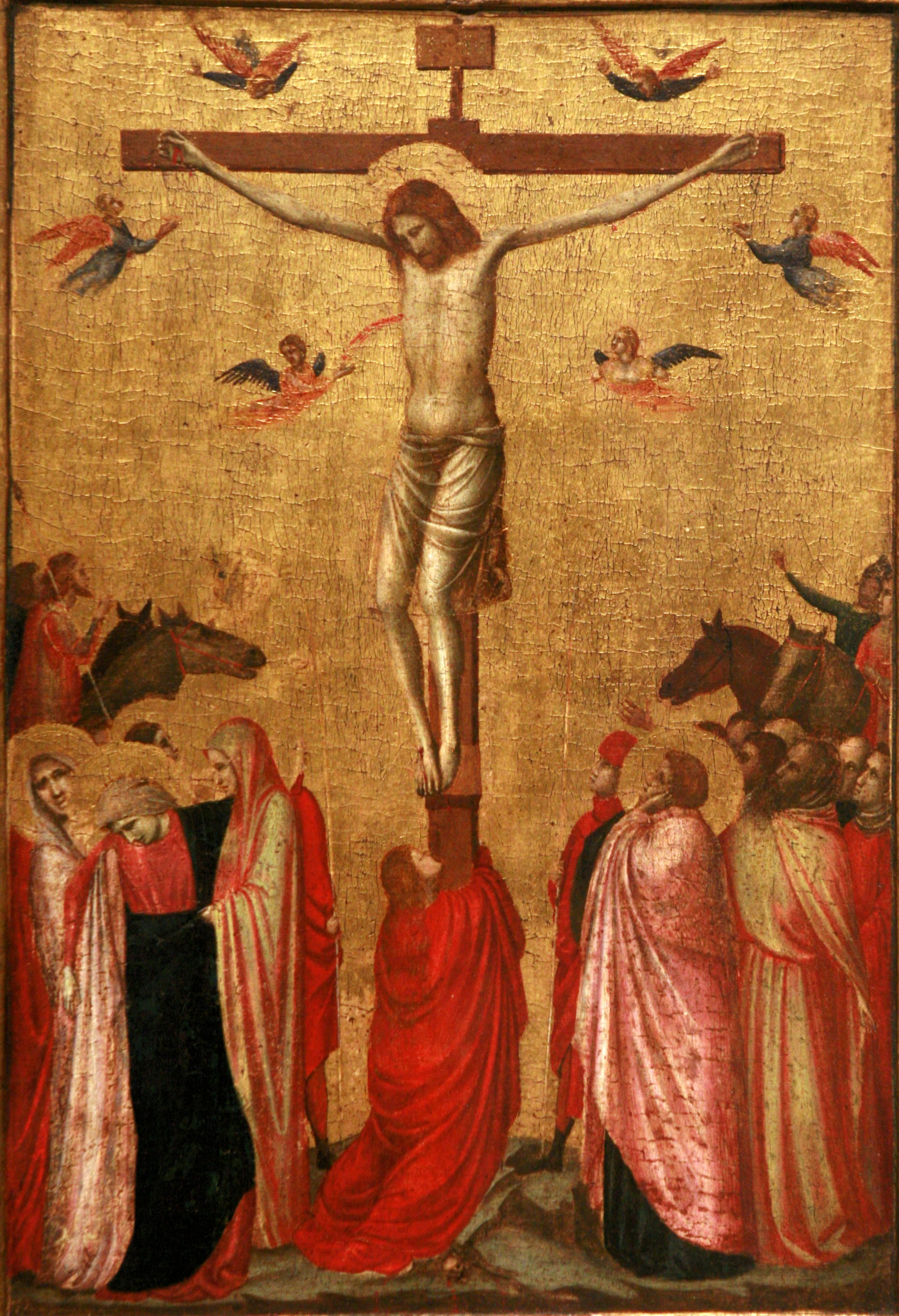
『ストラスブールの磔刑』 (1320年頃)、ストラスブール美術館